# Araneus lineaacutus
Araneus lineaacutus este o specie de păianjeni din genul Araneus, familia Araneidae. A fost descrisă pentru prima dată de Urquhart, 1887. Conform Catalogue of Life specia Araneus lineaacutus nu are subspecii cunoscute.